# Вода в ґрунті
Вода в ґрунті відіграє важливу роль у багатьох процесах, що протікають в ній. Це вивітрювання та утворення нових мінералів, гумусоутворення і незліченна безліч хімічних і фізико-хімічних реакцій, теплорегулювання і т. д. Наземні рослини системою своїх пагонів постійно витрачають воду на випаровування і транспірацію. Ця вода витягується корінням рослин з ґрунту. Рослини споживають значну кількість води для забезпечення життєвих процесів, росту, утворення тканин. Витрата води на транспірацію залежить від забезпеченості рослини поживними речовинами, агрофізичного стану ґрунту, вологості повітря й вмісту води в ґрунті. Практично єдине джерело постачання рослин водою — ґрунтова волога.

## Стан води в ґрунті
Вода в ґрунті має різні фізичні властивості в залежності від взаємного розташування і взаємодії молекул води між собою та з іншими фазами ґрунту (твердою, газовою, рідкою). Частини води, яким притаманні однакові властивості, отримали назву форм ґрунтової води.
Тверда вода (крига) є одним з джерел рідкої і пароподібної води. Поява води у формі криги залежить від кліматичних умов і може мати сезонний або багаторічний характер. Найчастіше багаторічна волога присутня у вічній мерзлоті.
Хімічно зв'язана вода містить конституційну й кристалізовану вологу.
Конституційна вода входить до складу мінералів, органічних і органо-мінеральних сполук у вигляді груп ОН. Кристалізаційна вода міститься в кристалогідратах різних солей: гіпс, мірабіліт, бітофіт і т. д.
Пароподібна вода міститься в ґрунтовому повітрі у вигляді водяної пари. Ґрунтове повітря практично завжди близьке до насичення парами води і навіть незначне зниження температури призводить до конденсації вологи. Система «пароподібна вода — рідка вода» постійно перебуває в русі, пари води пересуваються в ґрунтах від ділянок з більш високою температурою до більш холодних ділянок. У багатьох випадках перехід пароподібної води в рідку стає найважливішим джерелом постачання рослин. Це характерно, наприклад, для заасфальтованих міських вулиць і площ з деревними рослинами. В умовах помірного клімату типова така закономірність: у теплі періоди року пароподібна вода атмосфери мігрує в холодні шари ґрунтів і ґрунтоутворюючих порід з можливою її конденсацією і, навпаки, в зимовий час відбувається зворотний процес — міграція пари з глибоких шарів і її конденсація в верхніх ґрунтових горизонтах.
Фізично зв'язана (сорбована) вода представлена двома формами: міцносв'язана і слабкосв'язана волога.
Фізично міцносв'язана (гігроскопічна) вода адсорбується з водяної пари ґрунтового повітря твердими частинками ґрунту, головним чином, мулистою фракцією. Вона міцно утримується силами електростатичного притягання і для рослин недоступна. Вміст цієї води в ґрунтах залежить від механічного складу. У глинистих ґрунтах кількість гігроскопічної води досягає 5-6%, а в піщаних і супіщаних її вміст не перевищує 1-2% від маси ґрунту.
Фізично слабкосв'язана (плівкова) вода являє собою багатомолекулярну плівку навколо ґрунтових частинок, в кутах їх стику і всередині найтонших пор. Ця вода перебуває як би в в'язкорідкій формі та обмежено доступна для рослин. Але рухливість цієї вологи вкрай низька, і тому рослини витрачають запас вологи швидше, ніж він відновлюється. При зниженні вологості ґрунту до рівня слабкосв'язаної води рослини починають в'янути і не в змозі синтезувати органічні речовини.
Вільна вода спостерігається в двох формах: капілярна і гравітаційна.
Капілярна вода знаходиться в капілярах або на стиках (точках дотику) ґрунтових частинок. Це основна форма вологи, використовувана рослинами. Вона може знаходитися в роз'єднаному, або нерухомому, стані (волога розриву капілярів) або в капілярно-підвішеному, коли всі капіляри заповнені. Капілярна волога є продуктивною формою вологи в ґрунтах. Вона підрозділяється на капілярно-підвішену і капілярно-підперту.
Капілярно-підвішена вода заповнює капілярні пори при зволоженні ґрунтів зверху (після дощу або поливу). Вода, що знаходиться в промоченому шарі, як би «висить», не стікаючи, в ґрунтовій товщі над сухим шаром. Капілярно-підперта вода утворюється в ґрунтах при підйомі води знизу від горизонту ґрунтових вод по капілярах на деяку висоту, тобто це вода, яка міститься в шарі ґрунту безпосередньо над водоносним горизонтом і гідравлічно з ним зв'язана — підпирається водами цього горизонту.
Гравітаційна вода — вільна форма води в ґрунті, що пересувається під дією сил тяжіння. Займає великі пори в ґрунті. Бере участь у формуванні рівня ґрунтових вод. Гравітаційна вода — явище тимчасове. Тривала її присутність в ґрунті викликає процес заболочування.
Розрізняють такі стани води в ґрунті.

Вода агрична — вода, що міститься в проміжному шарі ґрунту.

Вода анастазична — вода, що міститься в капілярній каймі. 

Вода кремастична — вода, що знаходиться в зоні аерації. 

Вода ризична — вода, що міститься в ґрунті або в кореневій зоні (ризосфері).

## Ресурси Інтернету
- Назаренко І. І., Польчина С. М., Нікорич В. А. Ґрунтознавство. Методологія і методи дослідження ґрунту [Архівовано 10 грудня 2015 у Wayback Machine.]